# Saint-Georges-de-Didonne
Saint-Georges-de-Didonne is een gemeente in het Franse departement Charente-Maritime (regio Nouvelle-Aquitaine). De plaats maakt deel uit van het arrondissement Rochefort. Saint-Georges-de-Didonne telde op 1 januari 2022 5.093 inwoners.

## Geografie
De oppervlakte van Saint-Georges-de-Didonne bedroeg op 1 januari 2022 10,58 vierkante kilometer; de bevolkingsdichtheid was toen 481,4 inwoners per km².
De onderstaande kaart toont de ligging van Saint-Georges-de-Didonne met de belangrijkste infrastructuur en aangrenzende gemeenten.

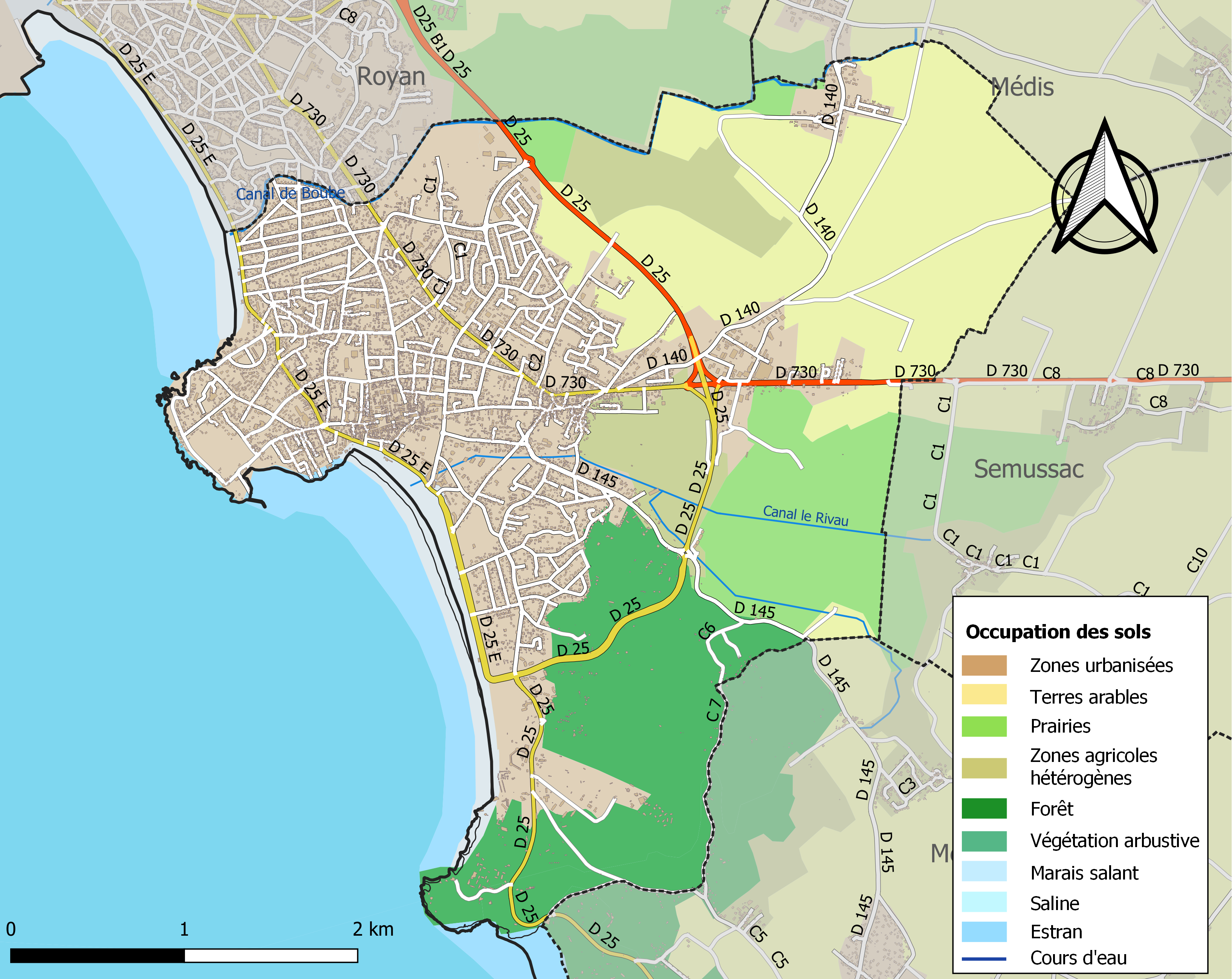

## Demografie
Onderstaande figuur toont het verloop van het inwonertal (bron: INSEE-tellingen).